# Caridad Mercader
Eustacia María Caridad del Río Hernández, conosciuta come Caridad del Río, Caridad Mercader o Caritat Mercader (Barcellona, 29 marzo 1892 – Parigi, 1975) è stata una guerrigliera spagnola e un agente del NKVD sovietico. È anche nota per essere la madre di Ramón Mercader, l'assassino di Lev Trockij, e per aver partecipato personalmente all'operazione.

## Biografia
Figlia di Ramón del Rio, nativo di Santander, Caridad Mercader apparteneva a una ricca famiglia di emigranti spagnoli ritornati nel vecchio continente dalle Americhe, che viveva a Barcellona all'inizio del ventesimo secolo. Sposò Pablo Mercader, un membro dell'alta borghesia industriale di Barcellona, da cui prese il nome, e dal quale ebbe cinque figli. Dopo la fine del suo matrimonio con Mercader, si allontanò dalla sua famiglia e voltò definitivamente le spalle alla classe sociale che rappresentava. Questa decisione è stata motivata in parte da un episodio di istituzionalizzazione forzata durante il quale è stata sottoposta a terapia elettroshock e dai tentativi dell'ex marito di cambiare il suo stato di "apatia sessuale" tramite visite ai bordelli locali. Mercader iniziò a frequentare circoli anarchici e presto si unì all'ideologia comunista. Partecipò alle lotte contro la rivolta militare a Barcellona e si unì ai gruppi partiti per Aragona, dove subì gravi ferite durante un attacco aereo.
Mercader raggiunse una certa notorietà come membro del Partito Socialista Unificato della Catalogna (Partit Socialista Unificat de Catalunya, PSUC). Nel 1936 guidò una missione di propaganda in Messico e in seguito divenne un agente dell'NKVD in Spagna. Suo figlio Ramón, anche lui membro del PSUC e ufficiale dell'esercito repubblicano spagnolo, fu reclutato dallo spionaggio sovietico durante la guerra, probabilmente con il coinvolgimento di sua madre, e addestrato per assassinare Lev Trockij. Anche Caridad, che si era stabilita a Parigi nel 1938, partecipò all'operazione. Quando Ramón fu arrestato dopo aver ucciso Trotsky, riuscì a lasciare il Messico e fuggire in Unione Sovietica, dove fu ricevuta con gli onori. Ha partecipato attivamente ai conflitti tra le diverse fazioni dei comunisti spagnoli esiliati durante il suo soggiorno.
Nel 1944 ottenne il permesso di lasciare il Paese. Tuttavia, contrariamente alle condizioni concordate, si recò in Messico, dove si stava preparando un'operazione sotto copertura per far uscire di prigione Ramón Mercader. La presenza della Mercader si rivelò controproducente, poiché le autorità messicane inasprirono le condizioni carcerarie di Ramón, costringendo i sovietici ad abbandonare i loro sforzi. Ramón, che secondo suo fratello Luis non aveva mai condiviso la passione di sua madre per la causa comunista, non la perdonò mai per questa interferenza.
Dopo il fallimento dell'operazione, Caridad si stabilì nuovamente a Parigi, godendo di una pensione sovietica. Di tanto in tanto si recava in Unione Sovietica per visitare i suoi figli, Luis e Ramón, l'ultimo dei quali si era stabilito lì dopo aver scontato la sua pena in Messico. Morì nella capitale francese nel 1975.